# Biệt thự Heinrich Dietz ở Bydgoszcz
Biệt thự Heinrich Dietz là một ngôi nhà lịch sử, nằm ở trung tâm thành phố Bydgoszcz, Ba Lan, còn được gọi là Villa Flora.

## Vị trí
Ngôi biệt thự nằm ở số 48 đường Gdańska, giữa các con đường Krasinski và Słowackiego.

## Lịch sử
Biệt thự được xây dựng vào năm 1897-1898, theo một thiết kế của kiến trúc sư từ Berlin, Heinrich Seeling. Địa chỉ ban đầu là Danzigerstraße 146, Bromberg.
Chủ sở hữu của biệt thự, Heinrich Dietz, là một người thuê nhà, thành viên của hội đồng thành phố và là thành viên của quốc hội Phổ. Ông là người đồng sáng lập của công ty hàng hải nội địa Lloyd có trụ sở nằm ở trung tâm thành phố, cạnh bờ sông. Ngôi nhà vẫn nằm trong tay những người thừa kế của ông cho đến năm 1937.
Năm 1995, một sự cải tạo toàn diện của tòa nhà đã được thực hiện, đã được trao giải: Đài phát thanh Pomerania và Kujawy Ba Lan đã nhận được một giải thưởng của Quỹ Di sản quốc gia trong một cuộc thi cho đối tượng lịch sử tốt nhất được tổ chức.

## Kiến trúc
Biệt thự đã được xây dựng theo phong cách chiết trung, với các yếu tố Tân Gothic  và Tân Phục hưng. Có lẽ phong cách này cũng được lấy cảm hứng từ kiến trúc Anh đẹp như tranh vẽ. Khuôn viên của tòa nhà không đều nhưng khá gần với hình chữ nhật. Hình dáng bên ngoài của biệt thự chai thành nhiều mảng, với nhiều phần hiên nhô ra, ban công và hành lang khác nhau.
Tòa nhà đã được đưa vào Danh sách Di sản Vouyodeship của Kuyavian-Pomeranian số 601301 đăng ký A / 1128 / 1-4, vào ngày 7 tháng 7 năm 1992 và ngày 29 tháng 9 năm 1998.

## Hình ảnh

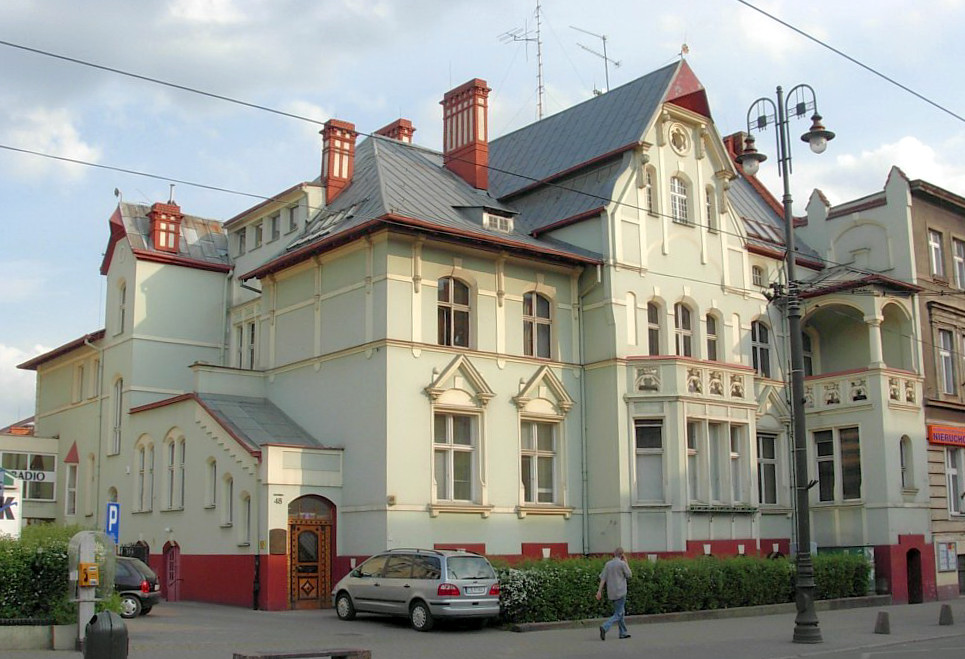
Biệt thự trước khi sơn lại mặt tiền
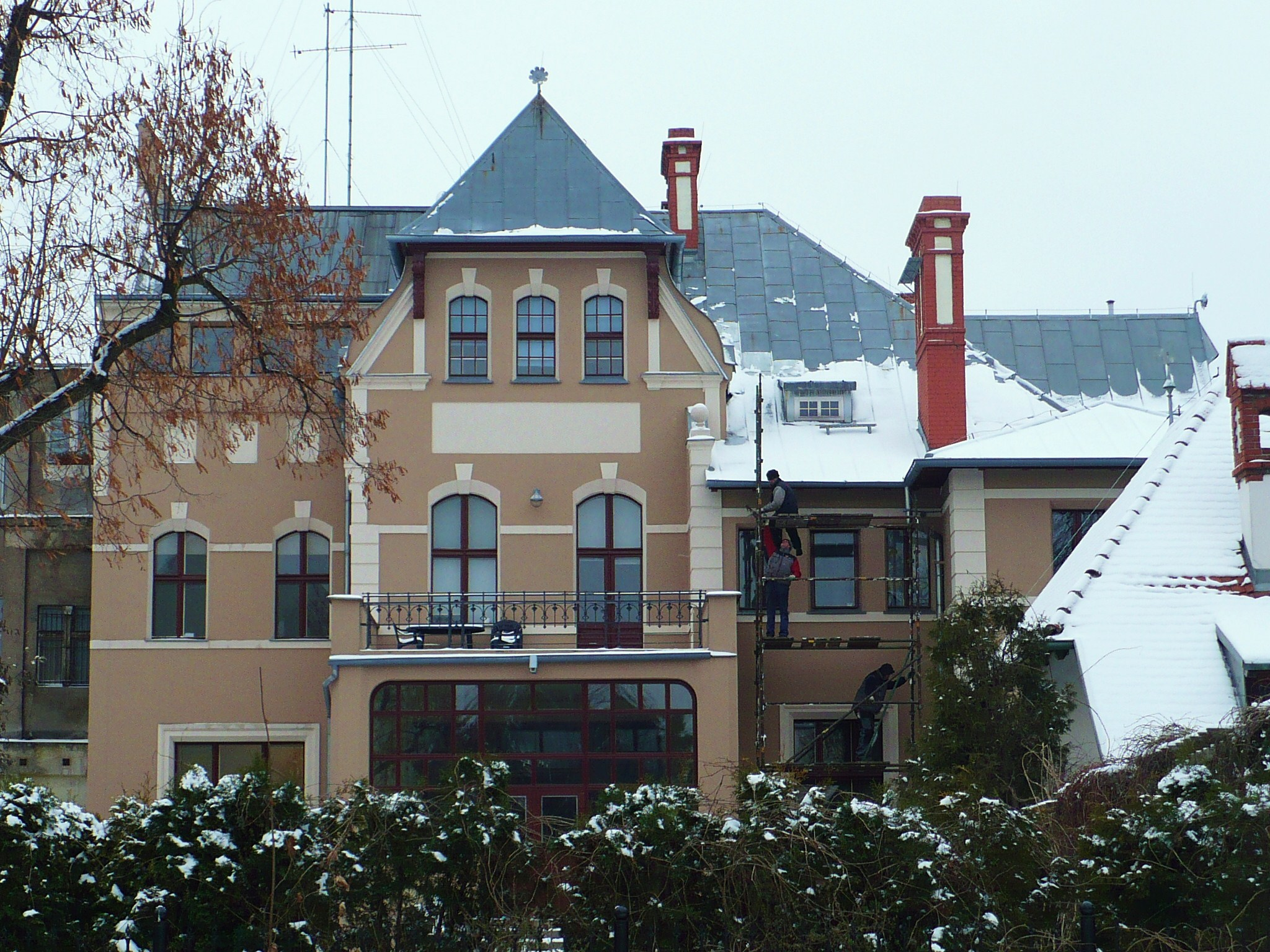
Nhìn từ phía đông
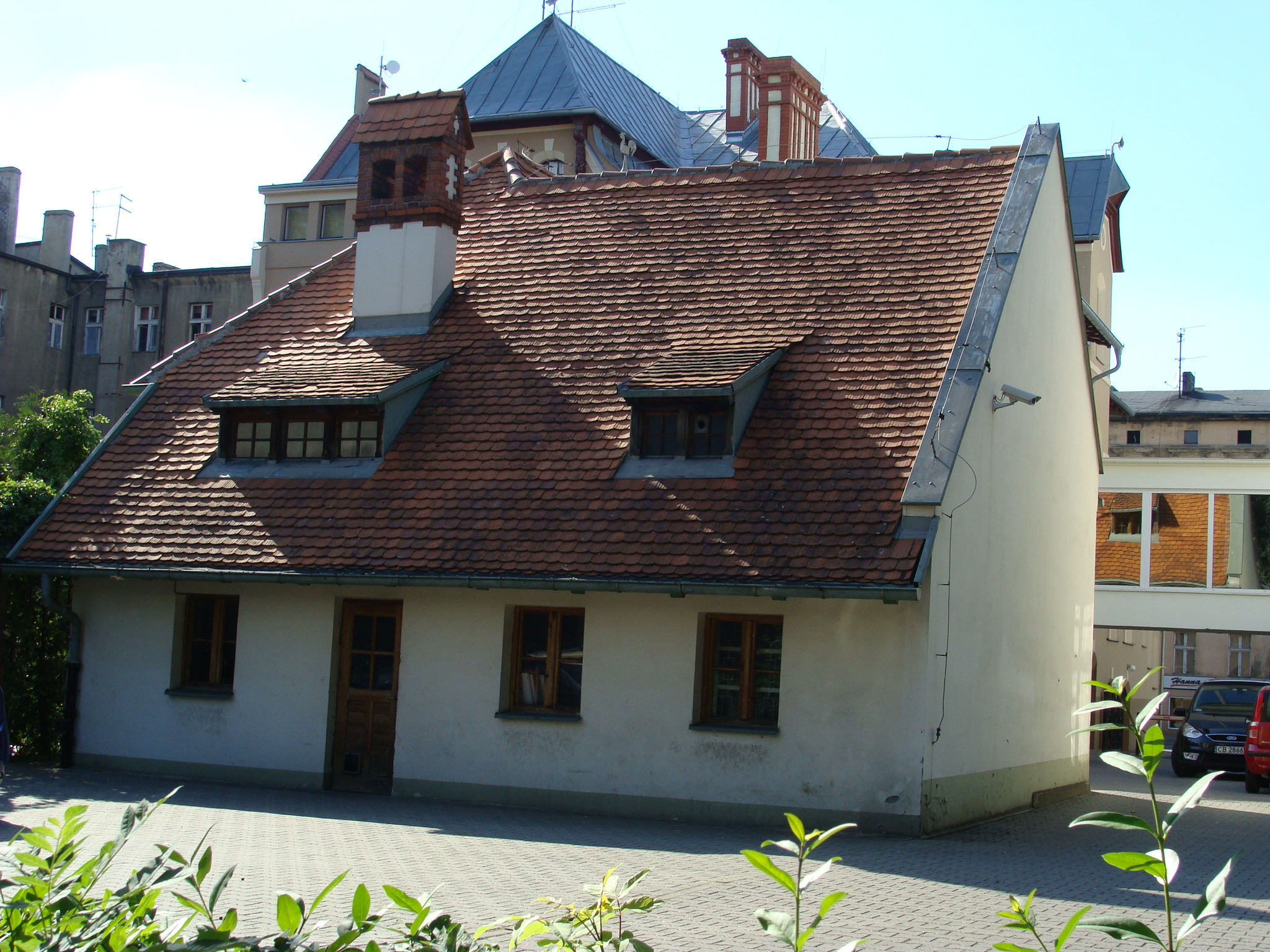
Sân sau, một phần của lối đi có mái che bên phải
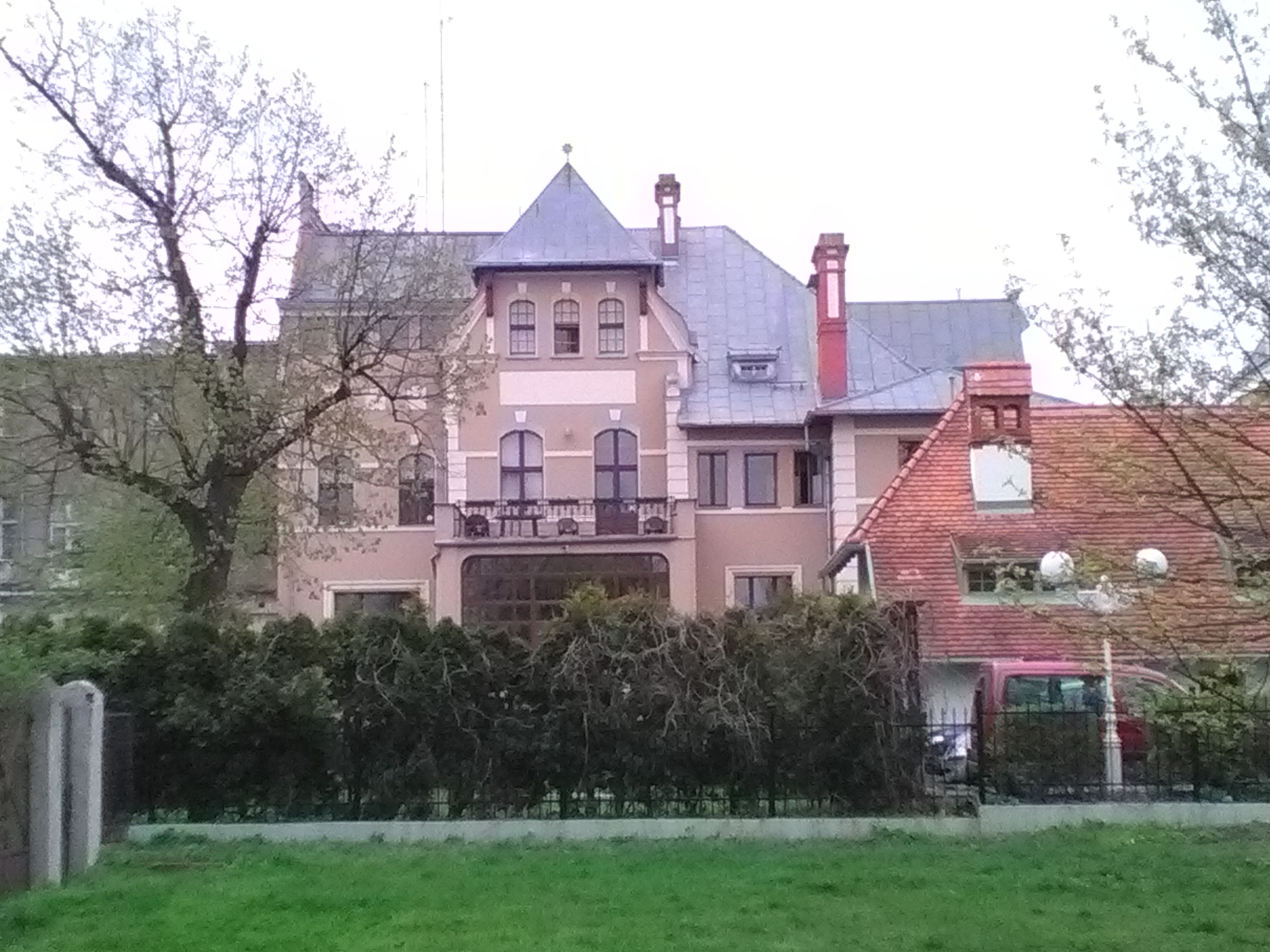
Phía sau
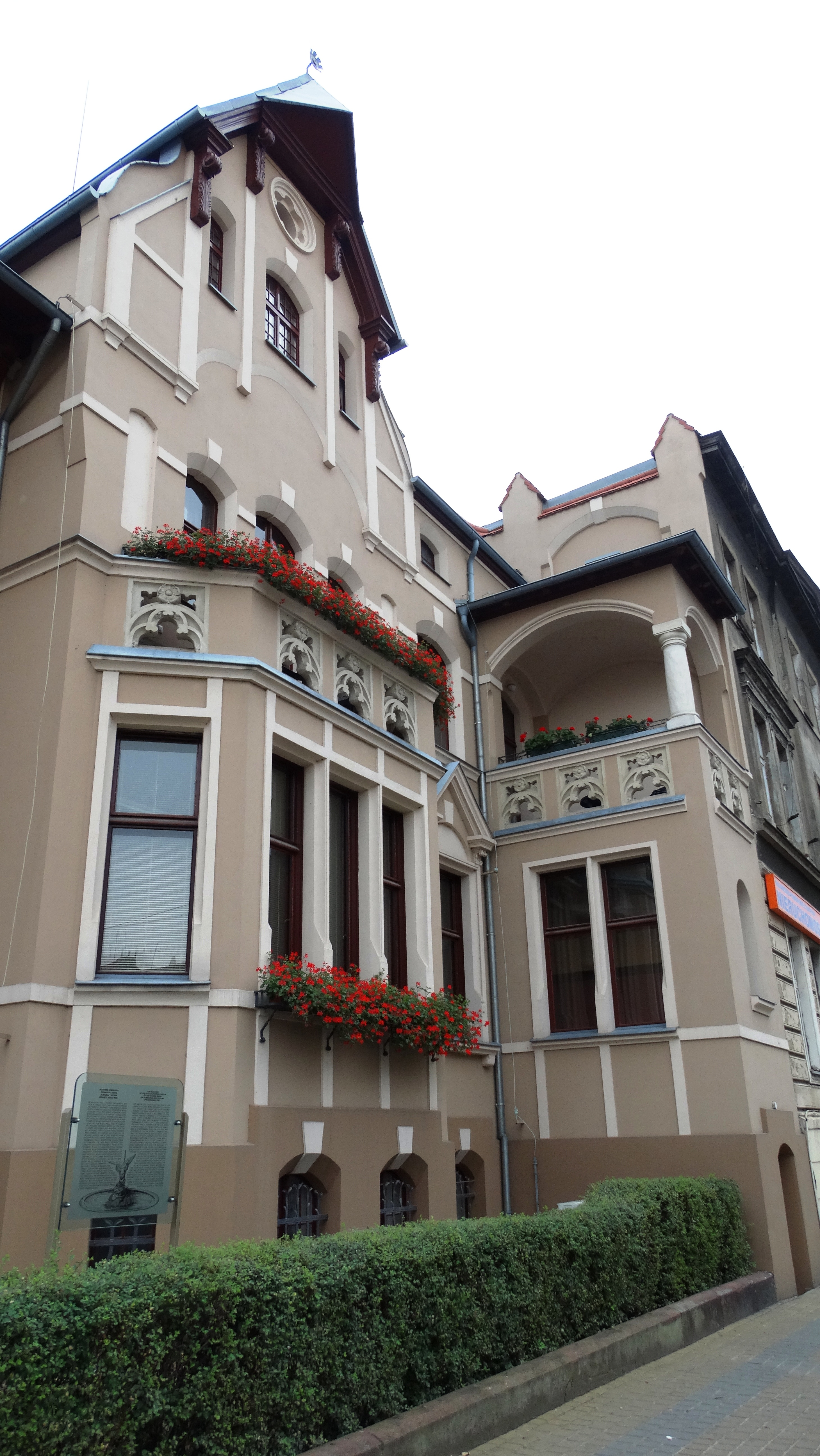
Chi tiết hiên nhà
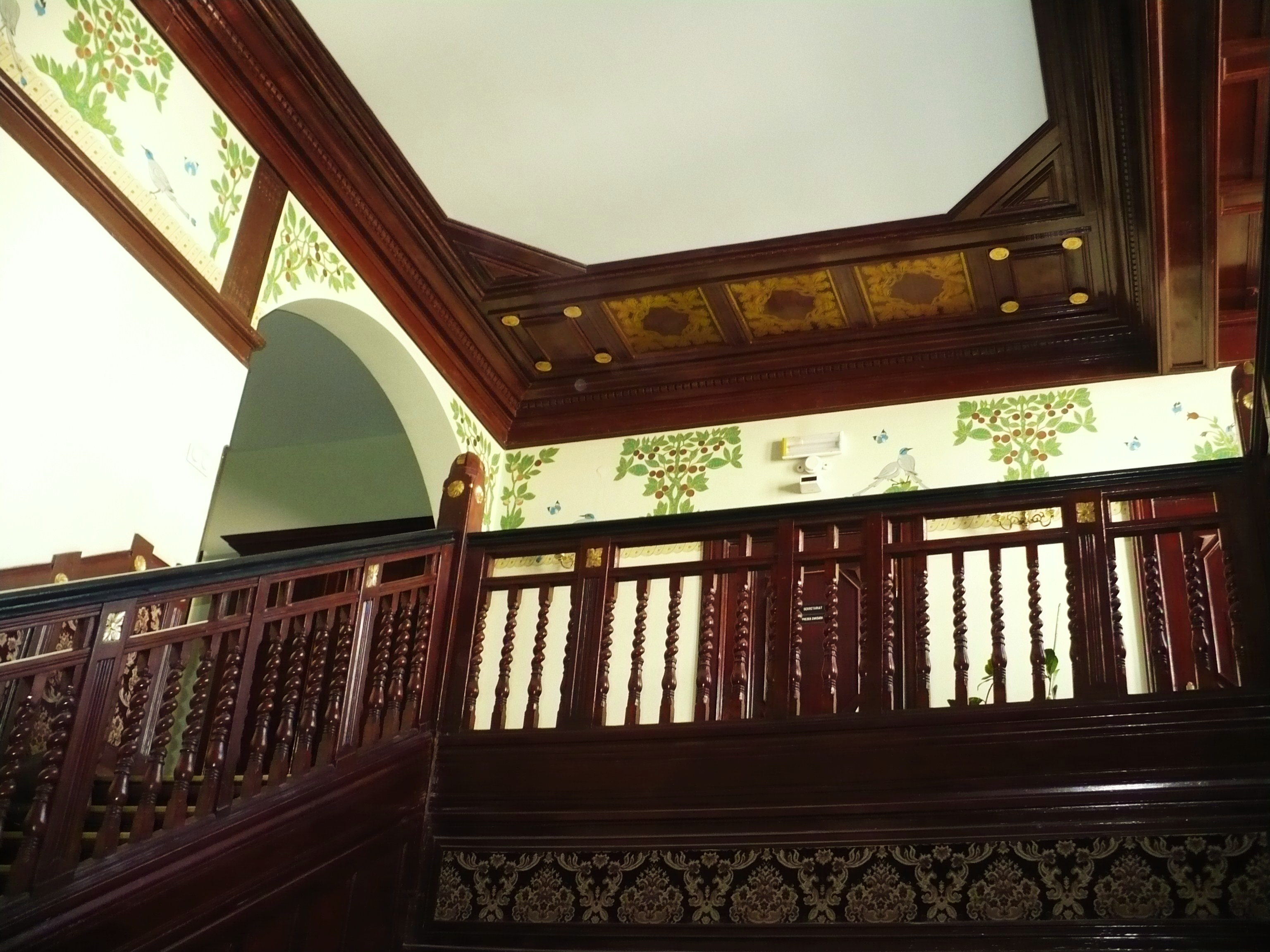
Nội thất
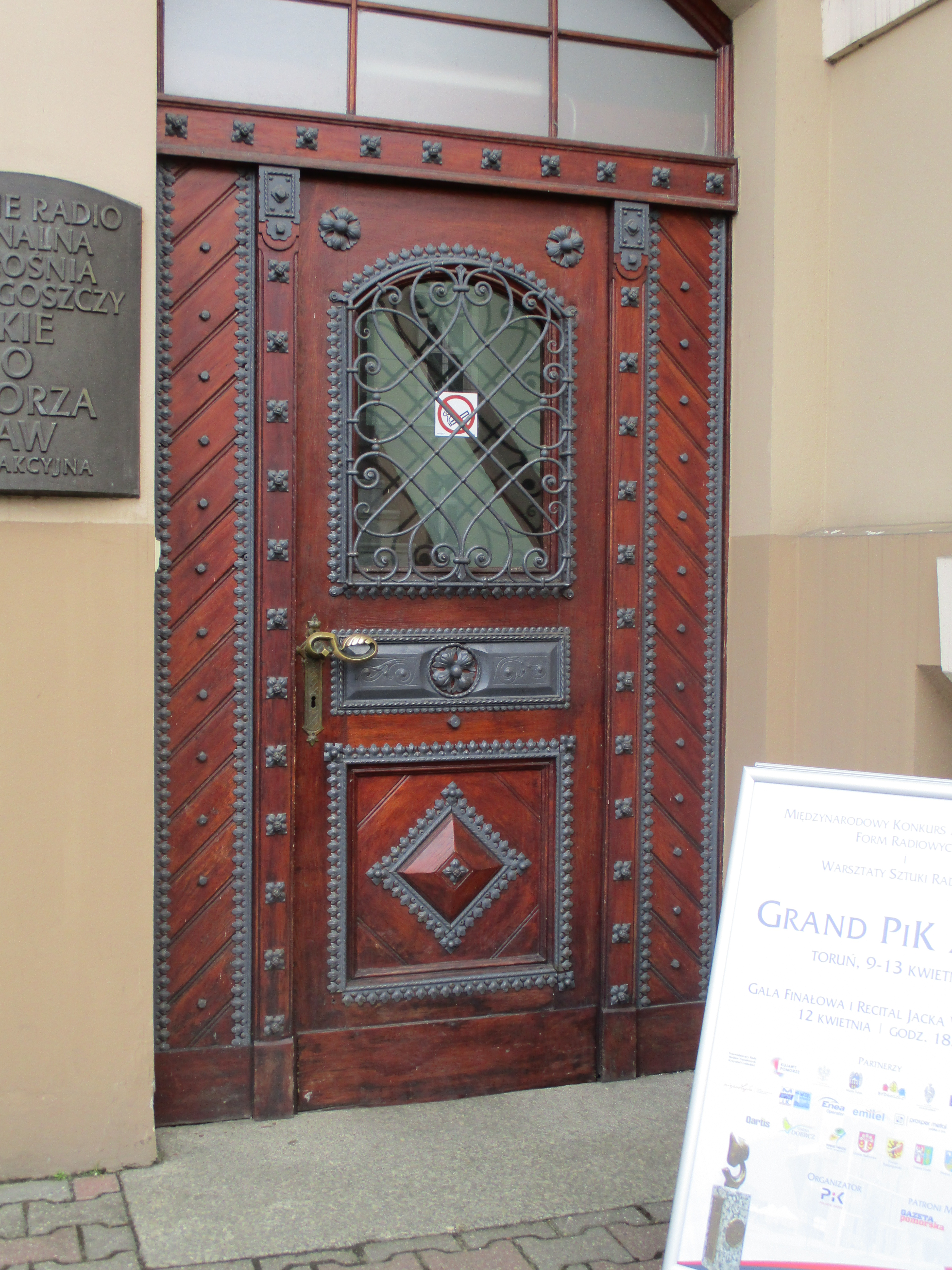
Cửa chính